# Türk Telekomspor (football)
Maillots
Le Türk Telekom Ankara était un club de football turc basé à Ankara. Il était une section du club omnisports du Türk Telekomspor.
La section football du Türk Telekomspor ferme ses portes en 2011.

## Historique
- 1954 : fondation du club
- 1960 : première présence en première division
- 1973 : dernière présence en première division
- 2011 : disparition de la section "football" du club

## Parcours
- Championnat de Turquie : 1960-1971, 1972-1973
- Championnat de Turquie D2 : 1971-1972, 1973-1974, 1983-1994, 1995-1998, 2000-2001, 2003-2007
- Championnat de Turquie D3 : 1974-1975, 1994-1995, 1998-2000, 2001-2003, 2007-2011